# Dixikon
Dixikon är en svensk nättidskrift om utländsk litteratur, företrädesvis oöversatt och icke engelskspråkig. Dixikon grundades av Per Brodén 2007.